# رحیم سادیخوف
رحیم سادیخوف (ترکی آذربایجانی: Rəhim Fuad oğlu Sadıxov؛ زادهٔ ۱۸ ژوئیهٔ ۱۹۹۶) بازیکن فوتبال اهل روسیه است.
از باشگاه‌هایی که در آن بازی کرده‌است می‌توان به باشگاه فوتبال اسپارتاک مسکو اشاره کرد.
وی همچنین در تیم‌های ملی فوتبال تیم ملی فوتبال زیر ۱۷ سال جمهوری آذربایجان, تیم ملی فوتبال زیر ۱۹ سال جمهوری آذربایجان، و جمهوری آذربایجان بازی کرده‌است.